# Walter Euchner
Walter Euchner (* 31. Oktober 1933 in Stuttgart; † 25. August 2011 in Oldenburg) war ein deutscher Politikwissenschaftler und Hochschullehrer an der Universität Göttingen. 

## Leben
Euchner wurde als Sohn sozialdemokratischer Eltern geboren, die beide seit dem Jahr 1931 der SAP angehörten und nach der Machtergreifung der Nationalsozialisten unter NS-Verfolgung leiden mussten, weil sie zum sozialdemokratischen Widerstand gehörten. 
Nach dem Abitur absolvierte Euchner in den Jahren 1953 bis 1958 ein Studium der Rechtswissenschaft und der Soziologie, darauf von 1958 bis 1963 auch der Geschichte und Politikwissenschaft an den Universitäten Tübingen, München, Heidelberg und Frankfurt am Main. Von 1960 bis 1963 war er Wissenschaftlicher Mitarbeiter am Lehrstuhl für Politikwissenschaft an der Universität Tübingen. Im Jahr 1963 wechselte er als Assistent des Politologen Iring Fetscher mit ihm an die Universität Frankfurt am Main, wo er bis 1971 auch Lehraufträge erhielt. Im Jahr 1966 wurde er mit einer Studie über das Naturrecht bei John Locke zum Dr. phil. promoviert, worin er die bundesdeutsche Locke-Forschung mit wichtigen neuen Deutungen voranbrachte, unter anderem in der Auseinandersetzung mit C. B. Macpherson. Im Jahr 1971 nahm Euchner noch vor seiner Habilitation einen Ruf als Professor auf den Lehrstuhl für Politikwissenschaft an der Georg-August-Universität Göttingen an, den er bis zu seiner Emeritierung 1999 innehatte. 
Euchner war mit der Hochschullehrerin Jutta Euchner (1933–2006) verheiratet.

## Forschungsschwerpunkte
Euchner forschte zu Fragen der politischen Ideengeschichte, vor allem des Sozialismus, der deutschen Innenpolitik, der politischen Metaphorik sowie zu den sogenannten biopolitics, wobei er sich vor allem mit den sozialen und politischen Implikationen der selbstgesteuerte Evolution durch Gentechnologie, Künstliche Intelligenz und Robotik beschäftigte. Euchner verglich Lockes Position mit dem stoischen Naturrechtsgedanken und mit Immanuel Kants ethischen Prinzipien.

## Veröffentlichungen (Auswahl)
Monographien
- Naturrecht und Politik bei John Locke, Frankfurt am Main 1967; zweite Auflage 1979 (zugleich: Diss.).
- Positionen des modernen Marxismus, Stuttgart: Klett 1970.
- Egoismus und Gemeinwohl. Studien zur Geschichte der bürgerlichen Philosophie, Frankfurt am Main 1973.
- Karl Marx, München: Beck 1983.
- Sozialdemokratie und Demokratie. Zum Demokratieverständnis der SPD in der Weimarer Republik, Bonn 1986.
- Die Staatsphilosophie des Thomas Hobbes, Hagen 1987.
- Politische Opposition in Deutschland und im internationalen Vergleich, Göttingen: Vandenhoeck und Ruprecht 1993.
- Das Scheitern diktatorischer Legitimationsmuster und die Zukunftsfähigkeit der Demokratie, Berlin: Duncker und Humblot 1995.
- John Locke zur Einführung, Hamburg: Junius 1996; zweite, überarbeitete Auflage 2004.
- Was ist eine Nation?, Hamburg 1996.
- Geschichte der sozialen Ideen in Deutschland, Essen: Klartext-Verlag 2000.
- Die Funktion der Verbildlichung in Politik und Wissenschaft, Berlin 2008.

Herausgeberschaften
- Thomas Hobbes: Leviathan oder Stoff, Form und Gewalt eines bürgerlichen und kirchlichen Staates, Neuwied: Luchterhand 1966 (Euchner nahm hierfür eine Übersetzung des Leviathan vor.).
- John Locke: Zwei Abhandlungen über die Regierung, Frankfurt am Main: Europäische Verlags-Anstalt 1967.
- Zusammen mit Alfred Schmidt: Kritik der politischen Ökonomie heute, Frankfurt am Main: Europäische Verlags-Anstalt 1968.
- Bernard Mandeville: Die Bienenfabel, Frankfurt am Main 1968. ISBN 978-3-518-27900-7.
- Der historische Aspekt sozialwissenschaftlicher Theorie und politische Bildung. Gedenkschrift für Bruno Seidel, Göttingen: Schwartz 1975.
- Klassiker des Sozialismus, 2 Bde., München: Beck 1991. ISBN 978-3406350900
- Länder-Enquete-Kommissionen als Instrumente der Politikberatung, Baden-Baden: Nomos 1993.
- Geschichte der sozialen Ideen in Deutschland, hrsg. mit Helga Grebing, 2005 ISBN 978-3-531-14752-9.